# التینمک، هاناک
التینمک، هاناک (به لاتین: Altınemek, Hanak) یک منطقهٔ مسکونی در ترکیه است که در استان اردهان واقع شده‌است.